# 豐安公主
豐安公主（?—?），中国南北朝陈朝公主，是陈文帝的第一女，母亲不详。名字不详。
豐安公主下嫁留异的第三子留贞臣。留异是梁朝末年的东阳郡太守，割据一方，陈武帝为了笼络他，把侄子的女儿嫁给了他的儿子。陈文帝平定了王琳，转而在564年消灭了留异，他的儿子只有因为留贞臣娶了公主没有被杀。